# 埃森巴赫
埃森巴赫是德国巴伐利亚州的一个市镇。总面积83.61平方公里，总人口11313人，其中男性5770人，女性5543人（2011年12月31日），人口密度135人/平方公里。